# Метопа (митологија)
Метопа (грч. Μετώπη) је у грчкој митологији било име више личности.

## Митологија
1. Била је Најада са извора у близу Стимфалије у Аркадији на северу Грчке. Њен отац је био речни бог Ладон, а муж Асоп са којим је имала бројно потомство, синове Исмена и Пелазгона (или Пелазга) и много кћери, међу којима су најпознатије Теба, Коркира, Саламина, Егина, Исмена и Рода.[1][2]
2. Кћерка речног бога Асопа.[3]
3. Према Аполодору, била је супруга речног бога Сангарија и мајка Хекабе, Пријамове жене.[3]
4. Ехетова кћерка.[3] Медеја је испричала Алкиноју како је свирепи Ехет бацио у тамницу своју кћерку, ослепео је и дао јој да меље гвоздено зрневље у млину, саркастично јој обећавши да ће јој повратити вид када гвожђе претвори у брашно.[4]